# Meall Garbh (Ben Lawers)
Der Meall Garbh ist ein 1118 Meter hoher Berg in Schottland. Sein gälischer Name bedeutet Rauer Berg oder Rauer runder Hügel. Der als Munro eingestufte Berg ist Teil der am Nordufer von Loch Tay liegenden Bergkette in Perthshire, deren höchster Gipfel der südlich benachbarte Ben Lawers ist. Insgesamt sind sieben Gipfel der Bergkette als Munro eingeordnet.

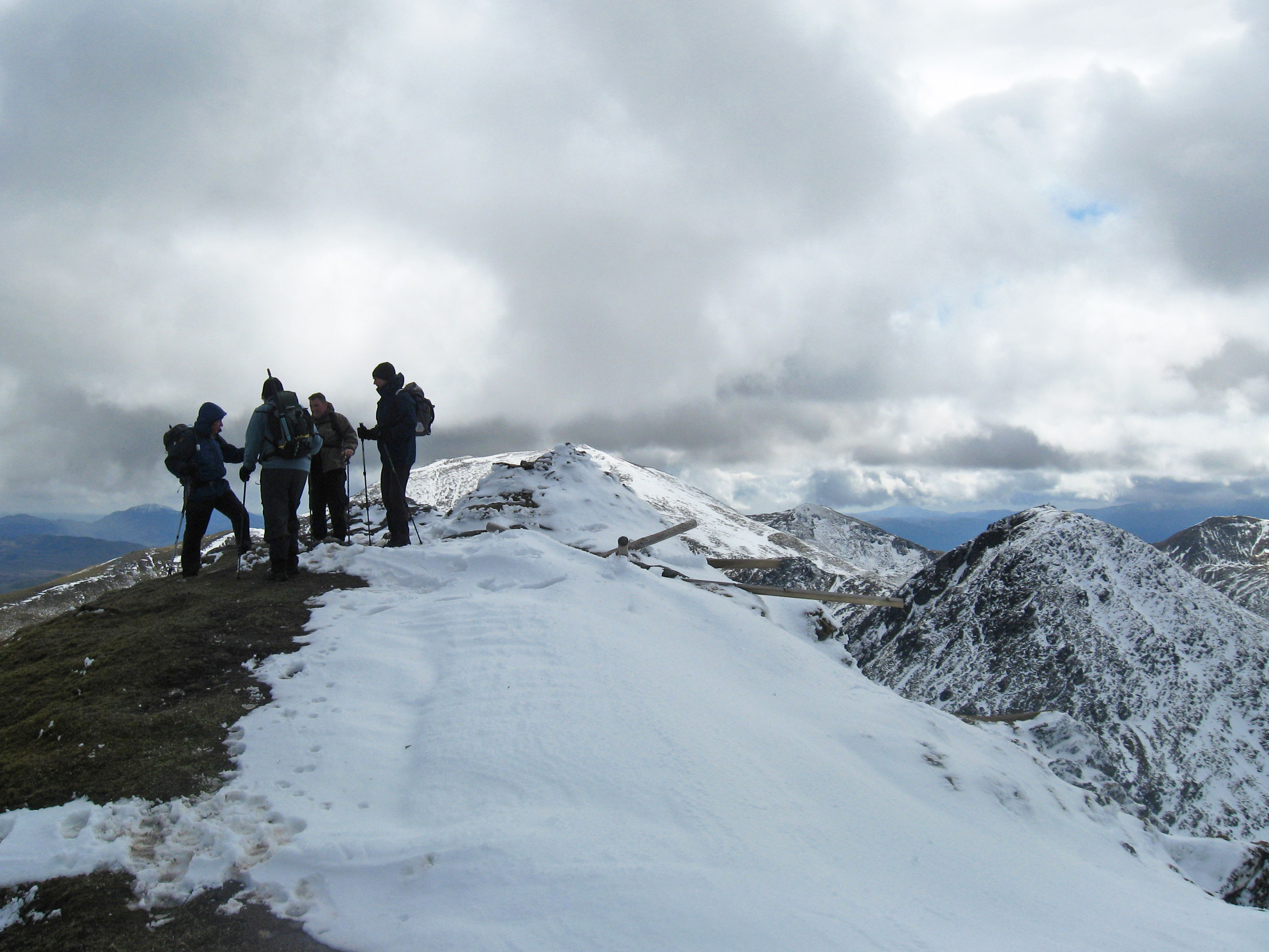
Der Gipfelbereich des Meall Garbh, rechts der benachbarte An Stùc

Im Unterschied zu seinem südlichen Nachbarn in der Ben-Lawers-Gruppe, dem durch seine kegelförmige Gestalt auffälligen An Stùc, weist der Meall Garbh ein breites, flach abfallendes Gipfelplateau auf, das lediglich im Übergang zum An Stùc in einen schmalen Berggrat übergeht. In die übrigen Richtungen läuft der Berg mit breiten grasigen Hängen aus, lediglich auf der Süd- und Südostseite etwas steiler und felsdurchsetzt. In der Gipfelkette östlich ist ihm der etwas niedrigere Meall Greigh benachbart, ein breiter Bergrücken bietet hier einen einfachen Übergang. Nach Süden überragt der Meall Garbh den unterhalb des Gipfels liegenden kleinen See Lochan nan Cat. Der Berg gehört wie der Ben Lawers dem National Trust for Scotland, die gesamte Bergkette ist als National Nature Reserve ausgewiesen.
Bestiegen wird der Meall Garbh von Munro-Baggern gerne im Zuge einer Überschreitung der gesamten Bergkette gemeinsam mit seinen Nachbarn. Der Übergang zum An Stùc ist allerdings steil und nur für trittsichere Bergwanderer geeignet. Ausgangspunkte sind entweder der kleine Ort Lawers südöstlich der Bergkette am Ufer von Loch Tay oder das westlich des Ben Lawers gelegene Besucherzentrum des National Trust an der schmalen Verbindungsstraße zwischen Loch Tay und Glen Lyon. 